# Shutesbury
Shutesbury é uma vila localizada no condado de Franklin no estado estadounidense de Massachusetts. No Censo de 2010 tinha uma população de 1.771 habitantes e uma densidade populacional de 25,21 pessoas por km².

## Geografia
Shutesbury encontra-se localizado nas coordenadas 42° 27′ 25″ N, 72° 25′ 02″ O. Segundo o Departamento do Censo dos Estados Unidos, Shutesbury tem uma superfície total de 70.24 km², da qual 68.68 km² correspondem a terra firme e (2.22%) 1.56 km² é água.

## Demografia
Segundo o censo de 2010, tinha 1.771 pessoas residindo em Shutesbury. A densidade populacional era de 25,21 hab./km². Dos 1.771 habitantes, Shutesbury estava composto pelo 92.26% brancos, o 2.09% eram afroamericanos, o 0.56% eram amerindios, o 1.07% eram asiáticos, o 0% eram insulares do Pacífico, o 0.45% eram de outras raças e o 3.56% pertenciam a duas ou mais raças. Do total da população o 3.11% eram hispanos ou latinos de qualquer raça.